# Уїл (річка)
Уїл (каз. Ойыл) — річка в Актюбінській та Атирауській областях, у північно-західній частині Казахстану. Належить до внутрішнього безстічного Арало-Каспійського басейну.

## Географія
Річка бере початок біля південного підніжжя Мугоджарських гір (південне пасмо Уралу). Тече в західному — південно-західному напрямку, в більш-менш рівних берегах, а далі в абсолютно плоских. Правий берег низовинний, лівий — більш вищий. В пониззі ділиться на численні рукави та стариці, завершується ж солончаковими болотами — в посушливий період, або впадає у озеро Актобе на Прикаспійської низовини. Вода влітку в низинах солонувата. Замерзає в кінці листопада, розкривається в кінці березня.
Довжина річки близько 800 кілометрів, площа басейну 31 500 км². Живлення — снігове. Максимальний стік води в пониззі становить близько 260 м³/с. У літню пору витрати води річки значно зменшуються. Річкова вода використовується для зрошування.

## Притоки
У річки безліч приток, найбільші з яких: Кіїл (права) та Ашеуїл (ліва).